# Simon Carmiggelt

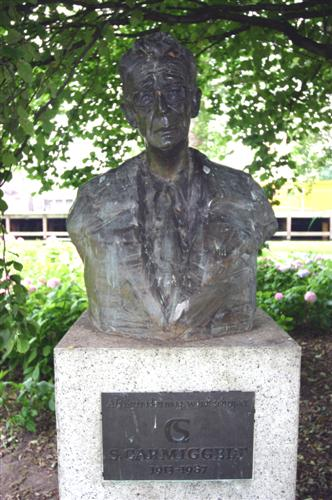
Statue de Simon Carmiggelt.

Simon Johannes Carmiggelt (La Haye, 7 octobre 1913 – Amsterdam, 30 novembre 1987), écrivain néerlandais, auteur, sous une multitude de pseudonymes différents, de poésies, de sketches, de nombreux récits, et d’un unique roman de grande ampleur (que du reste il renia ensuite). Mais c’est au premier chef à ses billets et à ses chroniques, qu’il écrivit en nombre considérable, qu’il doit sa popularité, en particulier à ceux publiés quotidiennement dans le journal néerlandais Het Parool sous le pseudonyme de « Kronkel ».

## Jeunesse
Carmiggelt passa toute son enfance dans sa ville natale de La Haye. Sa mère Jeanne exploitait une chapellerie; son père était voyageur de commerce en charcuterie. Il était issu d’un milieu socialiste, résolument anti-fasciste.

## Début de carrière
Carmiggelt débuta comme journaliste, d’abord chez Het Vaderland, et à partir de 1932 au journal Vooruit, l’édition pour La Haye du quotidien socialiste néerlandais Het Volk, en tant que chroniqueur de théâtre et de cinéma. C’est là qu’il commença à rédiger une série de brefs billets, en rapport avec La Haye, sous le titre de Kleinigheden ('bricoles'). Dans ces mêmes années, il publia des vers contre le chômage dans la revue De socialistische Gids. Carmiggelt était un jeune homme énergique, pourvu de convictions politiques bien arrêtées, et son inquiétude devant la montée du nazisme en Allemagne le conduisit en 1938 à prendre des leçons de boxe. 'Je voulais être à même de me défendre,' dira-t-il à ce sujet, 'mais je boxais mal.’ 
Dans son bistrot attitré, il fit la rencontre de la rédactrice de mode Tiny de Goey, qu’il épousa en septembre 1939. En février de l’année suivante naquit sa fille Marianne, et en novembre 1942 son fils Frank. 

## La Deuxième Guerre mondiale
Lorsque les Allemands envahirent les Pays-Bas, ils mirent en réquisition les presses d’imprimerie et rationnèrent le papier. En protestation, Carmiggelt démissionna de son poste au journal et se fit pigiste; c’est à ce titre que, notamment, il rédigea des textes de promotion pour le compte de la ville balnéaire de Scheveningen, près de La Haye, et qu’il se chargea de rédiger des rapports psychologiques pour la Stichting Psychotechniek. Il entreprit par ailleurs d’écrire un roman policier complexe, «Johan Justus Jacob», qui parut en feuilletons quotidiens; au demeurant, le récit ne fut publié que cette seule fois, et, sur demande expresse de Carmiggelt lui-même, jamais plus ensuite. ‘Une erreur de jeunesse,' déclarera-t-il, ‘quand il m’arrive d’y repenser, ce n’est jamais sans quelque gêne. J’écrivais le récit au jour le jour, et j’en différais constamment la conclusion. Car chaque épisode signifiait pour moi du pain pendant un jour de plus, et à cette fin, je m’évertuais à imaginer toujours de nouvelles intrigues et ramifications. Avec ma femme, j’ai dû finalement passer des soirées entières à gamberger sur la façon dont je pourrais parvenir à un dénouement.'
Par l’entremise d’amis, il vint à s’engager, à Amsterdam, dans le journal clandestin Het Parool, dont il assurait la production et la diffusion — toutes activités à haut risque, qui valurent à Carmiggelt d’être appréhendé par l’occupant lors d’une rafle et de se retrouver en prison. Des épreuves qu’il portait sur lui, il réussit à escamoter la majeure partie en les jetant précipitamment dans un immeuble abandonné. Cependant, son frère, arrêté par les SS pour assistance à des juifs et pour distribution illégale de cartes de rationnement de nourriture à des clandestins, avait péri au camp de concentration de Vught où il était détenu. 
Remis en liberté au bout d’une semaine par manque de preuves, il reprit aussitôt ses activités illégales, et durant la dernière année de la guerre, il était rédacteur de Het Parool. Ses biographes croiront trouver dans ses expériences de guerre l’explication du pessimisme ultérieur de Carmiggelt et surtout de ses vives prises de position anti-totalitaires (et, partant, aussi anti-communistes) — positions qu'il défendait d’ailleurs avec véhémence, à telle enseigne qu’en 1956, à la suite du soulèvement hongrois, il alla se joindre à une foule furieuse occupée à assaillir les salles de rédaction du journal De Waarheid, organe du PC hollandais.
Après la libération, Het Parool se mua en un authentique quotidien, et Carmiggelt se vit confier la direction de la rubrique des arts. Il écrivit ainsi des critiques de théâtre et de cinéma, mais se mit également à rédiger ses célèbres billets, d’abord trois par semaine, ensuite un chaque jour: le premier Kronkel (litt. 'sinuosité', 'serpentement'), nom sous lequel il fit paraître ses billets, fut publié le 25 octobre 1946, amorce d’une série qui, se prolongeant jusqu’à la mort de l’auteur en novembre 1987, en comprendra plus de 10 000. Tous les ans, une sélection de 50 billets parmi ceux publiés durant l’année calendaire précédente était publiée sous forme de livre par la maison d’édition De Arbeiderspers. Parfois, ces recueils étaient illustrés par des amis dessinateurs tels que Peter Vos, Charles Boost, Otto Dicke et Peter van Straaten.

## Style et thématique
Simon Carmiggelt était un touche-à-tout littéraire. Outre ce qui vient d'être cité, il écrivit entre 1948 et 1956 trois recueils de poésies ironiques, sous le pseudonyme de Karel Bralleput (litt. ‘Charles Esbroufeur’), publiés ensemble en 1961 sous le titre Torren aan de lijm (litt. ‘Coléoptères englués’). Pendant de longues années, en compagnie d’Annie M.G. Schmidt, il sillonna les Pays-Bas pour prononcer des conférences; produisit d’autre part des textes à l’intention de chansonniers tels que Wim Sonneveld et Wim Kan; écrivit de spirituels commentaires de films, dits ensuite par lui-même en voix off; et donna lecture d’extraits de ses œuvres, chaque semaine sur la radio publique VARA-radio, et chaque mois sur la télévision publique VARA-televisie, où, tard dans la soirée, il lisait, de ce ton détaché et sec qui lui est propre, un de ses billets, après l’indicatif In a sentimental mood, de Duke Ellington.
Les chroniques de Carmiggelt sont uniques dans toute l’aire néerlandophone, et assurément bien au-delà. Certes, le genre est pratiqué aussi en Flandre par divers auteurs, avec une réussite variable, mais les Kronkels restent inégalés. Il se caractérisent par leur tonalité mélancolique, sombre parfois, et par un usage ironique du langage châtié; cependant, jamais les billets de Carmiggelt ne paraissent contraints ou maniérés. Il était un maître de l’humour de situation: il observait avec acuité et créait ensuite une image ou une comparaison, 'dans laquelle’, dira Kees Fens, ‘l’homme est convoqué tout entier, l’homme non seulement extérieur mais aussi intérieur'. Nombre de ses billets mettent en scène des gens modestes, des désillusionnés, des laissés-pour-compte, rencontrés dans des bars et des cafés, généralement à Amsterdam, où l’auteur s’était installé. Ses sujets de prédilection étaient: le bistrot, les animaux de compagnie (surtout les chats), les enfants (en particulier les siens et aussi ses petits-enfants) et les vieilles gens, et les menus faits et incidents de la vie quotidienne.
Carmiggelt n’écrivait pas ses billets dans les salles de rédaction; il les écrivait à la maison, sur un banc dans le parc, au bistrot — il en gardera, au début des années 1970, un problème d’alcoolisme —, sur des terrasses de café, etc., invariablement avec un des jolis stylos à bille composant sa vaste collection. Une fois son billet terminé, il le déposait près de sa porte d’entrée, dans une boîte spécialement apposée à cet effet, sous sa sonnette. Un coursier du journal venait chaque jour en prendre livraison. 
C’est en flânant à travers la ville qu’il trouvait ses thèmes: il s’emparait d’un détail de quelque banal incident pour en distiller un récit complet; écoutait les gens pour ensuite exploiter des éléments de leur conversation, les déplaçant, les réarrangeant, les amplifiant, les stylisant, et construisant ses récits à partir d’eux. Tantôt il regroupait et intégrait des données recueillies sur une période de plusieurs semaines dont ensuite il faisait la matière d’une chronique; tantôt ses chroniques semblaient directement saisies sur le vif. Chaque fois, le lecteur a l’impression que telle anecdote décrite se reproduit d’innombrables fois tous les jours: chaque situation évoquée a la vertu d’être essentiellement reconnaissable, et aussi de permettre l’identification aux protagonistes. 
Le lieu privilégié de la transmutation littéraire carmiggeltienne est le bistrot amstellodamois; c’est l’éprouvette où les réactifs humains sont mis en présence les uns des autres, et où la réaction chimique peut avoir lieu, l’alcool tenant lieu de catalyseur. Le bistrot est par ailleurs bien davantage qu’un point de relâche ou qu’un transitoire port de refuge; pour les habitués, les piliers, loin d’être un luxe, il revêt une importance existentielle; pour ces naufragés de la vie, la visite du bistrot et l’ivresse qu’elle assure constituent une stratégie de survie, même si, dans le même temps, d’autres stratégies doivent être déployées pour camoufler l’abus d’alcool, le nier, le justifier, le rationaliser, lui trouver des alibis. Le passage suivant, extrait d’une des Kroegverhalen (‘Histoires de bistrot’), est à cet égard significatif:
Un jour, je le vis (le bougnat de tel bistrot) refouler hors du bistrot un couple tapageur, après quoi il revint prononçant ces paroles: ‘Ceux-là ne sont pas ici à leur place. Ce sont de ces gens qui boivent pour le plaisir' (dans Een kat).
Cette portée existentielle, par quoi les situations décrites transcendent le niveau purement anecdotique, s’ajoutant à l’empathie et à l’invariable bienveillance avec laquelle l’auteur évoque les gens et les situations, placent les Kroegverhalen dans un autre registre que, p. ex., les Brèves de comptoir de Jean-Marie Gourio, qui se distinguent par leur côté cocasse et leur humour acerbe. ‘Jamais,’ écrira Jan Greshoff, ‘il n’est spirituel aux dépens de quelqu’un ou de quelque chose.’ Cette ironie douce, Carmiggelt la partage avec l’écrivain flamand Willem Elsschot, pour qui il avait la plus grande admiration, et avec qui il se lia d’amitié; de ses rencontres avec lui il donnera d’ailleurs le compte rendu dans Ontmoetingen met Elsschot (1985). D’autres auteurs qu’il affectionnait particulièrement sont Kurt Tucholsky, Anton Tchekhov et Nescio.
Le point de vue de l’auteur, en particulier dans ses Kroegverhalen, est ambivalent: à la fois en dedans et en dehors, à la fois participation et distance; participation, car prenant part aux libations, au point, comme nous l’avons signalé ci-avant, de contracter une dépendance à l’alcool; distance, car semblant se retrancher dans sa position d’observateur, et ne perdant jamais de vue son rôle de transcripteur, sa mission de transmutateur littéraire; en dehors, car, selon ce que l’on peut déduire de ses écrits, le narrateur mène une existence apparemment sans histoire, file le parfait bonheur conjugal; en dedans, car, en réalité, qu’en savons-nous? La révélation d’une liaison fougueuse avec l’écrivaine Renate Rubinstein, révélation faite par elle dans un livre posthume, si elle parut déplacée à d’aucuns, pourra du moins nous garder d’avoir de l’auteur une image trop édulcorée.

## Récompenses
Carmiggelt fut plusieurs fois couronné : en 1953, il obtint le prix de la fondation hagoise Jan Campert, en 1961, il se vit décerner le prix Constantijn Huygens pour l’ensemble de son œuvre, en 1967 le prix quinquennal Boekenverkopersprijs, et en 1977, la plus haute distinction littéraire néerlandaise : le prix P.C. Hooft.

## Traductions
Des traductions en anglais, allemand et russe ont été faites d’un certain nombre de ses billets. À notre connaissance, aucune traduction française n’a paru à ce jour (2007).
- 1957 - A Dutchman's slight adventures
- 1958 - Amsterdam by Simon Carmiggelt, Maria Austria, and Flora van Os-Gammon
- 1972 - I'm just kidding: More of a Dutchman's slight adventures
- 1990 - Heiteres aus Amsterdam. Erzählungen, Simon Carmiggelt und Marga Baumer

## Référence
- (nl) Wilmorcus